# Koumsaga
Koumsaga est une commune rurale située dans le département de Saponé de la province du Bazèga dans la région du Centre-Sud au Burkina Faso.

## Géographie
Koumsaga est située à 1 km à l'Est de la route nationale 6 et à 5 km à l'Est de Saponé. 

## Santé et éducation
Le centre de soins le plus proche de Koumsaga est le centre médical de Saponé.